# Когут, Андрей Андреевич
Андре́й Андре́евич Ко́гут ( 1980,  Подволочиск, Тернопольская область, Украина) — украинский историк, публицист, директор Архива СБУ.

## Биография
Родился в 1980 году в поселке городского типа Подволочиск Тернопольской области. Отец – Когут Андрей Ярославович, мать – Когут Ольга Теодозиевна. Окончил исторический факультет Львовского национального университета имени Ивана Франко. В 2004 году был одним из основателей и координаторов Гражданской кампании «ПОРА!».  В 2007-2011 - сотрудник Международного фонда «Возрождение».
Впоследствии работал исполняющим обязанности директора общественной организации «Центр исследований освободительного движения» (ЦДВР), которую представители Организации украинских националистов-бандеровцев (С. Романив, С. Липовецкий) называют своей "фасадной структурой", руководителем проекта «Электронный архив украинского освободительного движения avr.org.ua». Был менеджером группы «Политика национальной памяти»  Реанимационного пакета реформ, участником общественного комитета по увековечению памяти жертв Голодомора 1932-1933 годов в Украине.
Андрей Когут является экспертом по развитию гражданского общества, сетей и проведения общественных кампаний. Активный участник Форума гражданского общества Восточного партнёрства, он являлся экспертом Руководящего комитета. В течение зимы 2013-2014 годов – один из координаторов гражданский сектор Евромайдана.
В начале 2016 года возглавил Отраслевой государственный архив Службы безопасности Украины, самую крупную архивную структуру подобного типа на постсоветском пространстве, которая открыла свои документы для всех желающих. В должности директора Архива СБУ руководил проектом по раскрытию архивов аварии на Чернобыльской АЭС. Основной задачей видит обеспечение свободного и удобного доступа историков и всех граждан к архивам, прежде всего -посредством их вывода из-под ведомства СБУ и дальнейшее оцифровки.
С 18 июля 2019  – заместитель председателя Национальной комиссии по реабилитации жертв политических репрессий коммунистического тоталитарного режима. Постоянный автор онлайн-портала «Историческая правда».